# كلية الفاروق للتربية
كلية الفاروق للتربية هي كلية تعليمية مشتركة في ونتشي، منطقة برونج آهافو، غانا . وهي واحدة من 46 كلية تعليمية عامة في دولة غانا وشاركت في برنامج T-TEL بتمويل من وزارة التنمية الدولية البريطانية .  المدير الحالي هو السيد وهاب صليحة. الكلية تابعة لجامعة دراسات التنمية، غانا . 

## التعليم
تقدم الكلية برامج في التعليم الأساسي العام وتعليم الطفولة المبكرة والتعليم العربي. 

## التاريخ
الفاروق هي أول كلية تعليمية إسلامية في غانا.  تم تأسيسها من قبل مؤسسة اقرأ للتعليم والتنمية في عام 1991.  أصبحت كلية عامة في عام 2016. 
وقعت الكلية مذكرة تفاهم مع جامعة التعليم، وينيبا في عام 2016 ، والتي وافقت على أن الجامعة ستدعم الكلية بالتوجيه وبناء قدرات موظفيها. 